# 恩菲爾德鎮區 (伊利諾伊州懷特縣)
恩菲爾德鎮區（英語：Enfield Township）是位於美國伊利諾伊州懷特縣的一個行政鎮區。

## 地方資料
根據2010年美國人口普查的數據，恩菲爾德鎮區的面積為91.80平方千米，當中陸地面積為91.80平方千米，而水域面積為0.00平方千米。當地共有人口885人，而人口密度為每平方千米9.64人。